# Drosophila limensis
Drosophila limensis este o specie de muște din genul Drosophila, familia Drosophilidae, descrisă de Pavan și Patterson în anul 1947. Conform Catalogue of Life specia Drosophila limensis nu are subspecii cunoscute.